# Othenepolder
Othenepolder is de naam van een wijk van Terneuzen, ten oosten van de Otheense Kreek in de Nieuw-Othenepolder. Deze nieuwbouwwijk grenst ten noorden aan de Westerschelde, en zuidelijk aan het oude gehucht "Noten" of Othene. De eerste huizen in deze wijk zijn gebouwd omstreeks 1997 als onderdeel van het uitbreidingsplan "De Sprong over de Kreek", dat grootschalige nieuwbouw inhield aan de oostzijde van de Otheense Kreek, die tot dan toe de oostgrens van de bebouwing van Terneuzen had gevormd. Door de beoogde uitbreiding zou Terneuzen een van de grootste gemeenten van Zeeland moeten blijven.
Na Othenepolder is de uitbreiding zuidwaarts langs de kreek verdergegaan, met onder andere de wijk Rietlanden.
Door de economische crisis vanaf 2008 en een tegenvallende groei van het bevolkingsaantal van Terneuzen na 2005, zijn de ambities van de gemeente iets afgenomen. Het gebrek aan werkgelegenheid in Zeeuws-Vlaanderen is het grootste probleem. Daarnaast komt er weinig nieuwe industrie en vergrijst de bevolking. De woningbouw in Othenepolder is daardoor gestagneerd. Van de geplande uitbreiding was in 2009 slechts 50% gerealiseerd. Wel is de voormalige buurtschap Noten volledig omsloten door de nieuwbouw, waardoor het zijn landelijke karakter verloren heeft.